# 愿得一人心
《愿得一人心》（英語："One For Love"）是电视剧《最美的时光》的片头曲（与雨宗林合唱版本），歌名改编自《白头吟》，由歌手李行亮演唱，胡小健作词，罗俊霖作曲，李笑天制作，华音鼎天发行的一首歌曲，收录于李行亮2012年9月22日发行的同名专辑《愿得一人心》，为该专辑的同名主打歌，在2013年获得QQ音乐内地榜年度金曲奖。

## 创作背景
《愿得一人心》时长4分37秒，是由胡小健作词，罗俊霖作曲的一首歌曲。李行亮坦言，《愿得一人心》的小样是公司收到的众多作品中的一个。初次听到歌曲小样时并不获得特别认可。在制作人和亮子的坚持下，这首歌还是保留下来。之后，李行亮让这首歌最终呈现出了与Demo完全不同的感觉，一经推出便获得各方肯定，成为流行爆款。不少音乐公司希望能够洽谈关于《愿得一人心》的音乐版权分享，甚至还有影视公司想为歌曲量身制作微电影。

### 歌曲
《愿得一人心》是一首暖心的歌曲，温暖的歌调再加上那动人心魄的音乐让歌曲华丽大气又气概磅礴，深得歌迷青睐。李行亮温柔的歌声将一段「温婉缠绵」的故事情怀表达的淋漓尽致，从一开始的平淡到后面的波澜起伏，歌声中带有坚毅柔情。旋律朗朗上口的歌词表达了年轻人对爱情的坚持与剧情不谋而合。歌词处处与剧情相呼应，让歌曲增加了故事性。

## 音乐录影带

### 首发版
首发版音乐录影带（MV）的主体拍摄于杭州进行，历时3天。MV女主角将与男主角演绎一段带有淡淡忧伤的爱情。此外，李行亮在MV中亮相的吉他是为了参加《中国好声音》而特别定制的吉他。吉他的琴头背后印着「亮」字，正面则是门牌号码与和他父母姓氏的首字母。

### 手语版
恰逢国际残疾人日，李行亮于2014年12月3日当天发布了手语版音乐录影带（MV）。一开始，铅笔素描“愿得一人心”的画面切换到李行亮与北京联合大学特殊教育学院的学生一起坐在课桌前最接近真实生活的拍摄。孩子们平时的穿着，还原他们最真实的生活。拍摄MV的目的是提高关注民间听障人士的真实生活的意识，呼吁更多人关注弱势群体。通过手语的艺术表达，传递出音乐无界，与手语的完美融合相互辉映。

## 翻唱版本
| 发布日期   | 歌手           | 备注                                                 |
| ---------- | -------------- | ---------------------------------------------------- |
| 2013年11月 | 李行亮、雨宗林 | 《最美的时光》片头曲                                 |
| 2014年1月  | 贾乃亮         |                                                      |
| 2015年11月 | 简美妍         | 〈소원 잘 한 사람의〉（） 收录于《该忘记的回忆》专辑 |